# リサ・ゲイ・ハミルトン
リサ・ゲイ・ハミルトン（LisaGay Hamilton、1964年3月25日 - ）は、アメリカ合衆国の女優。ロサンゼルス出身。アフリカ系アメリカ人。
テレビドラマ『ザ・プラクティス ボストン弁護士ファイル』のレベッカ・ワシントン役や『ハウス・オブ・カード 野望の階段』のセリア・ジョーンズ役で知られる。

## 主な出演作品

### 映画
- クラッシュ・グルーブ Krush Groove (1985)
- 運命の逆転 Reversal of Fortune (1990)
- パルーカヴィル Palookaville (1995)
- 12モンキーズ Twelve Monkeys (1995)
- ジャッキー・ブラウン Jackie Brown (1997)
- ディフェンダーズ3/新・弁護士プレストン The Defenders: Choice of Evils (1998) テレビ映画
- ハロウィンH20 Halloween H20: 20 Years Later (1998) 声のみ
- 愛されし者 Beloved (1998)
- トゥルー・クライム True Crime (1999)
- 揺れる評決 Swing Vote (1999) テレビ映画
- ジョージアの風 A House Divided (2000) テレビ映画
- トータル・フィアーズ The Sum of All Fears (2002)
- 彼女の恋からわかること Ten Tiny Love Stories (2002)
- シャレード The Truth About Charlie (2002)
- 美しい人 Nine Lives (2005)
- 彼が二度愛したS Deception (2008)
- 路上のソリスト The Soloist (2009)
- 愛する人 Mother and Child (2009)
- テイク・シェルター Take Shelter (2011)
- ビーストリー Beastly (2011)
- ラヴレース Lovelace (2013)
- ゴー・フォー・シスターズ Go for Sisters (2013)
- セレブリティ 欲望とセックスの罠 Indiscretion (2016) テレビ映画
- ビューティフル・ボーイ Beautiful Boy (2018)
- バイス Vice (2018)
- アド・アストラ Ad Astra (2019)
- ラスト・フル・メジャー 知られざる英雄の真実 The Last Full Measure (2019)

### テレビドラマ
- ワン・ライフ・トゥ・リヴ One Life to Live (1996)
- ザ・プラクティス ボストン弁護士ファイル The Practice (1997-2003)
- LAW & ORDER:性犯罪特捜班 Law & Order: Special Victims Unit (2006-2013)
- MOACA/も～アカンな男たち Men of a Certain Age (2009-2011)
- グレイズ・アナトミー Gray's Anatomy (2013)
- ハウス・オブ・カード 野望の階段 House of Cards (2016)
- Chance (2016)
- エレメンタリー ホームズ&ワトソン in NY Elementary (2018)
- The First (2018)
- リンカーン弁護士 The Lincoln Lawyer (2022)